# Joachim Frank (Biologe)

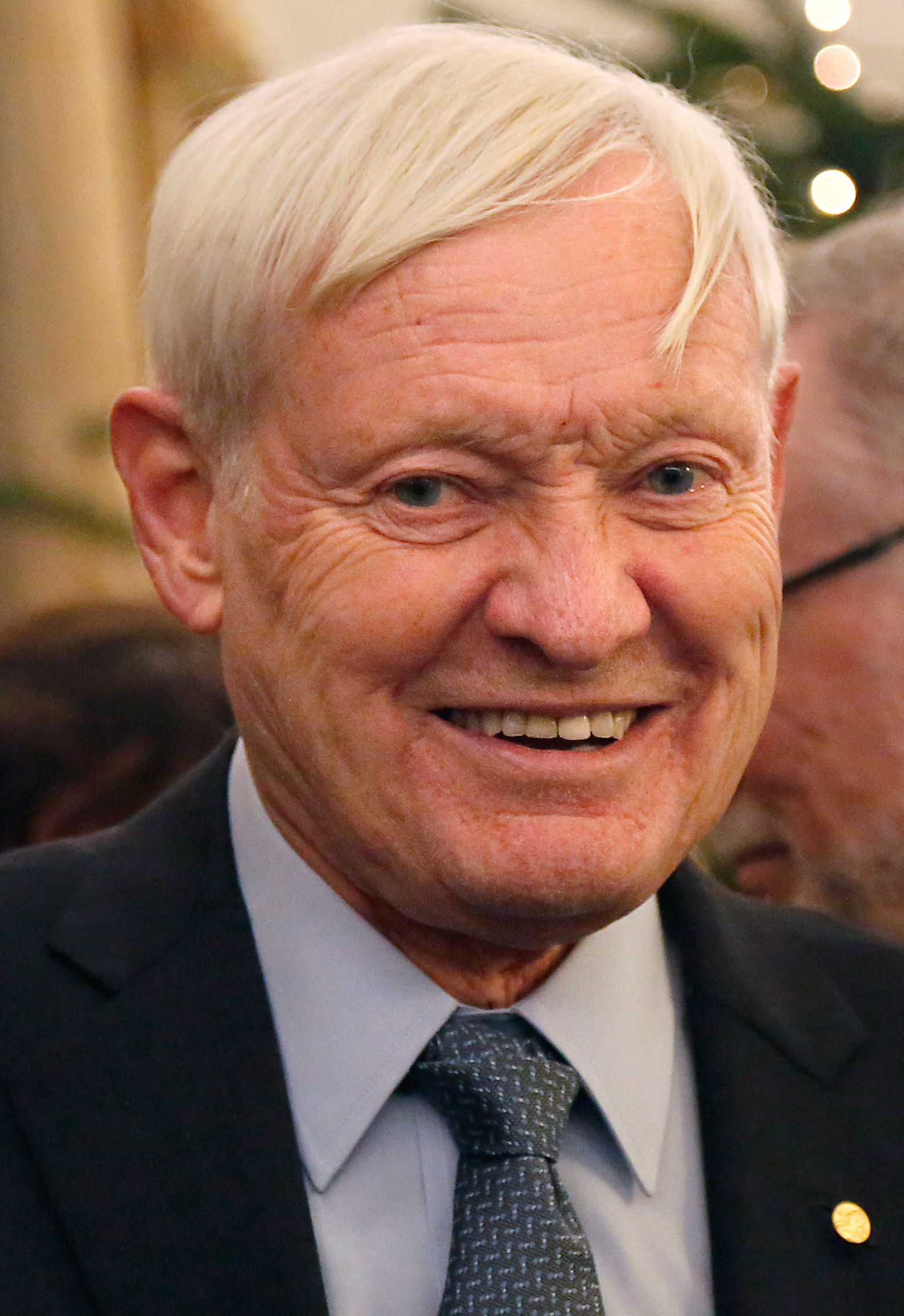
Joachim Frank

Joachim Frank (* 12. September 1940 in Weidenau an der Sieg) ist ein deutsch-amerikanischer Biophysiker.
Frank forscht und lehrt an der Columbia University in New York City und der University at Albany, The State University of New York. Er leistete wesentliche Beiträge zur Kryoelektronenmikroskopie von Einzelmolekülen und konnte mit dadurch ermöglichten elektronenmikroskopischen Aufnahmen wesentlich zur Aufklärung der Struktur und Funktion von Ribosomen beitragen. 
2017 wurde ihm gemeinsam mit Jacques Dubochet und Richard Henderson der Nobelpreis für Chemie zugesprochen.

## Leben
Joachim Frank wurde in Weidenau, einem heutigen Stadtteil von Siegen, geboren, wo er 1960 am Fürst-Johann-Moritz-Gymnasium sein Abitur bestand. Nach dem Vordiplom an der Albert-Ludwigs-Universität Freiburg (1963) graduierte er als Stipendiat der Studienstiftung des deutschen Volkes bei Walter Rollwagen an der Ludwig-Maximilians-Universität München zum Diplom-Physiker mit der Arbeit Untersuchung der Sekundärelektronen-Emission von Gold am Schmelzpunkt (1967). 1970 wurde Frank bei Walter Hoppe an der Technischen Universität München mit der Arbeit Untersuchungen von elektronenmikroskopischen Aufnahmen hoher Auflösung mit Bilddifferenz- und Rekonstruktionsverfahren promoviert. Die Dissertation führte er auch am Max-Planck-Institut für Eiweiß- und Lederforschung (ab 1973 Max-Planck-Institut für Biochemie) aus. Als Postdoktorand arbeitete er bei Robert Nathan am California Institute of Technology, bei Robert Glaeser an der University of California, Berkeley und bei Benjamin Siegel an der Cornell University. Von 1972 an war Frank Forschungsassistent am Max-Planck-Institut für Biochemie, ab 1973 Forschungsgruppenleiter (Senior Research Assistant) bei Vernon Ellis Cosslett an der University of Cambridge.
Der mit dem Nobelpreis gewürdigte Beitrag von Frank besteht insbesondere darin, die elektronenmikroskopischen Bilder durch Methoden der Bildverarbeitung schärfer zu machen und zweidimensionale elektronenmikroskopische Bilder so zusammenzufügen, dass sie ein dreidimensionales Bild ergeben. Dies erfolgte in der Zeit von 1975 bis 1986. Mit Marin van Heel führte er dazu 1981 Methoden der multivariaten statistischen Analyse in die Analyse elektronenmikroskopischer Bilder ein, und das zugehörige Computerprogramm (Spider, für System for Processing of Image Data in Electron microscopy and Related fields) wuchs mit der Zeit stark an. Es ist modular aufgebaut und integriert verschiedene Funktionen (Auswahl der Bildausschnitte, Kreuzkorrelation von Fouriertransformations-Daten u. a.).
Seit 1975 ist Frank am Wadsworth Center, New York State Department of Health (University at Albany, The State University of New York) tätig, unterbrochen von Forschungsaufenthalten 1987 bei Richard Henderson am Medical Research Council in Cambridge und 1994 als Humboldt-Forschungspreisträger bei Kenneth C. Holmes am Max-Planck-Institut für medizinische Forschung in Heidelberg. Von 1986 bis 2007 war er Professor für Biomedizin in Albany. Seit 1997 hat Frank zusätzlich eine Forschungsprofessur für Zellbiologie an der New York University inne; seit 1998 forscht er überdies für das Howard Hughes Medical Institute (HHMI). Seit 2003 übt er eine Lehrtätigkeit an der Columbia University aus und hat dort seit 2008 die Professur für Biochemie, molekulare Biophysik und Biowissenschaften inne.
Frank ist verheiratet und hat zwei Kinder, sein Sohn ist der Humorist Ze Frank. 1997 nahm er zusätzlich zur deutschen die Staatsbürgerschaft der Vereinigten Staaten an. Er schreibt in seiner Freizeit fiktionale Texte und betreibt einen Blog, welche auf seiner Webseite Franx Fiction zugänglich sind.

## Schriften (Auswahl)
- M. Van Heel, J. Frank: Use of multivariate statistics in analysing the images of biological macromolecules, Ultramicroscopy, Band 6, 1981, S. 187–194
- P. Penczek, M. Rademacher, J. Frank: Three-dimensional reconstruction of single particles embedded in ice, Ultramicroscopy, Band 40, 1992, S. 33–53
- J. Frank, J. Zhu, P. Penczek, Y. Li: A model of protein synthesis based on cryo-electron microscopy of the E. coli ribosome, Nature, Band 376, 1995, S. 441
- J. Frank, M. Rademacher, P. Penczek, J. Zhu, Y. Li, M. Ladjadj, A. Leith: SPIDER and WEB: processing and visualization of images in 3D electron microscopy and related fields, Journal of Structural Biology, Band 116, 1996, S. 190–199
- J. Frank, R. K. Agrawal: A ratchet-like inter-subunit reorganization of the ribosome during translocation, Nature, Band 406, 2000, S. 318
- mit Roland Beckmann, Günter Blobel u. a.: Architecture of the protein-conducting channel associated with the translating 80S ribosome, Cell, Band 107, 2001, S. 361–371
- mit Christian Spahn, Günter Blobel u. a.: Structure of the 80S ribosome from Saccharomyces cerevisiae—tRNA-ribosome and subunit-subunit interactions, Cell, Band 107, 2001, S. 373–386
- mit  Christian Spahn, Jennifer Doudna u. a.: Hepatitis C virus IRES RNA-induced changes in the conformation of the 40s ribosomal subunit, Science, Band 291, 2001, S. 1959–1962
- M Valle, A Zavialov, J Sengupta, U Rawat, M Ehrenberg, J Frank: Locking and unlocking of ribosomal motions, Cell, Band 114, 2003, S. 123–134
- J. Frank: Three-dimensional electron microscopy of macromolecular assemblies: visualization of biological molecules in their native state, Oxford University Press 2006
- J. Frank: Electron tomography: methods for three-dimensional visualization of structures in the cell, Springer 2008

## Auszeichnungen (Auswahl)
- 1994 Humboldt-Forschungspreis der Alexander von Humboldt-Stiftung[5]
- 1997 Fellow der American Association for the Advancement of Science
- 2006 Mitglied der American Academy of Arts and Sciences[6]
- 2006 Mitglied der National Academy of Sciences[7]
- 2014 Benjamin Franklin Medal des Franklin Institute[8]
- 2017 Wiley Prize in Biomedical Sciences[9]
- 2017 Nobelpreis für Chemie[1]
- 2018 Ehrendoktorwürde der Universität Siegen
- 2019 Korrespondierendes Mitglied der Nordrhein-Westfälischen Akademie der Wissenschaften und der Künste
- 2020 Großes Bundesverdienstkreuz mit Stern
- 2024 Ehrendoktorwürde der Universität Freiburg[10]